# 上丸子天神町
上丸子天神町（かみまるこてんじんちょう）は、神奈川県川崎市中原区の地名。丁番の設定がない単独町名である。住居表示未実施区域。

## 地理
一帯は多摩川の右岸にあたり、西は等々力・小杉陣屋町一丁目、南は丸子通一丁目・二丁目、東は上丸子八幡町、北は多摩川を挟み東京都大田区田園調布一・四・五丁目と接している。多摩川の堤防沿いに走る多摩沿線道路（川崎市主要地方道幸多摩線）以南は住宅街が整備され、以北は多摩川の河川敷であり市管轄の野球場がある。2011年（平成23年）までは隣接してプロ野球・日本ハムファイターズの二軍本拠地兼練習場として使用された日本ハム球団多摩川グランドがあった。この敷地は川崎市が取得し、新たな公式硬式野球場として整備されている。
「天神町」という地名は、1920年（大正9年）の多摩川堤防工事で丸子の渡し（現在の丸子橋周辺）付近にあった集落が当地に移転した際、天神様を新たな土地に祀ったことから命名された。

### 地価
住宅地の地価は、2025年（令和7年）1月1日の公示地価によれば、上丸子天神町388番5の地点で48万7000円/m²となっている。

## 歴史

### 沿革
- 1943年（昭和18年）4月 - 川崎市上丸子の一部より上丸子天神町が成立[6][8]。

## 世帯数と人口
2025年（令和7年）6月30日現在（川崎市発表）の世帯数と人口は以下の通りである。
| 町丁         | 世帯数    | 人口    |
| ------------ | --------- | ------- |
| 上丸子天神町 | 1,626世帯 | 2,642人 |

### 人口の変遷
国勢調査による人口の推移。
| 年                 | 人口  |
| ------------------ | ----- |
| 1995年（平成7年）  | 2,767 |
| 2000年（平成12年） | 2,788 |
| 2005年（平成17年） | 2,701 |
| 2010年（平成22年） | 2,711 |
| 2015年（平成27年） | 2,696 |
| 2020年（令和2年）  | 2,708 |

### 世帯数の変遷
国勢調査による世帯数の推移。
| 年                 | 世帯数 |
| ------------------ | ------ |
| 1995年（平成7年）  | 1,418  |
| 2000年（平成12年） | 1,443  |
| 2005年（平成17年） | 1,494  |
| 2010年（平成22年） | 1,557  |
| 2015年（平成27年） | 1,523  |
| 2020年（令和2年）  | 1,562  |

## 学区
市立小・中学校に通う場合、学区は以下の通りとなる（2022年3月時点）。
| 番地 | 小学校               | 中学校             |
| ---- | -------------------- | ------------------ |
| 全域 | 川崎市立西丸子小学校 | 川崎市立中原中学校 |

## 事業所
2021年（令和3年）現在の経済センサス調査による事業所数と従業員数は以下の通りである。
| 町丁         | 事業所数 | 従業員数 |
| ------------ | -------- | -------- |
| 上丸子天神町 | 37事業所 | 92人     |

### 事業者数の変遷
経済センサスによる事業所数の推移。
| 年                 | 事業者数 |
| ------------------ | -------- |
| 2016年（平成28年） | 43       |
| 2021年（令和3年）  | 37       |

### 従業員数の変遷
経済センサスによる従業員数の推移。
| 年                 | 従業員数 |
| ------------------ | -------- |
| 2016年（平成28年） | 155      |
| 2021年（令和3年）  | 92       |

## 交通

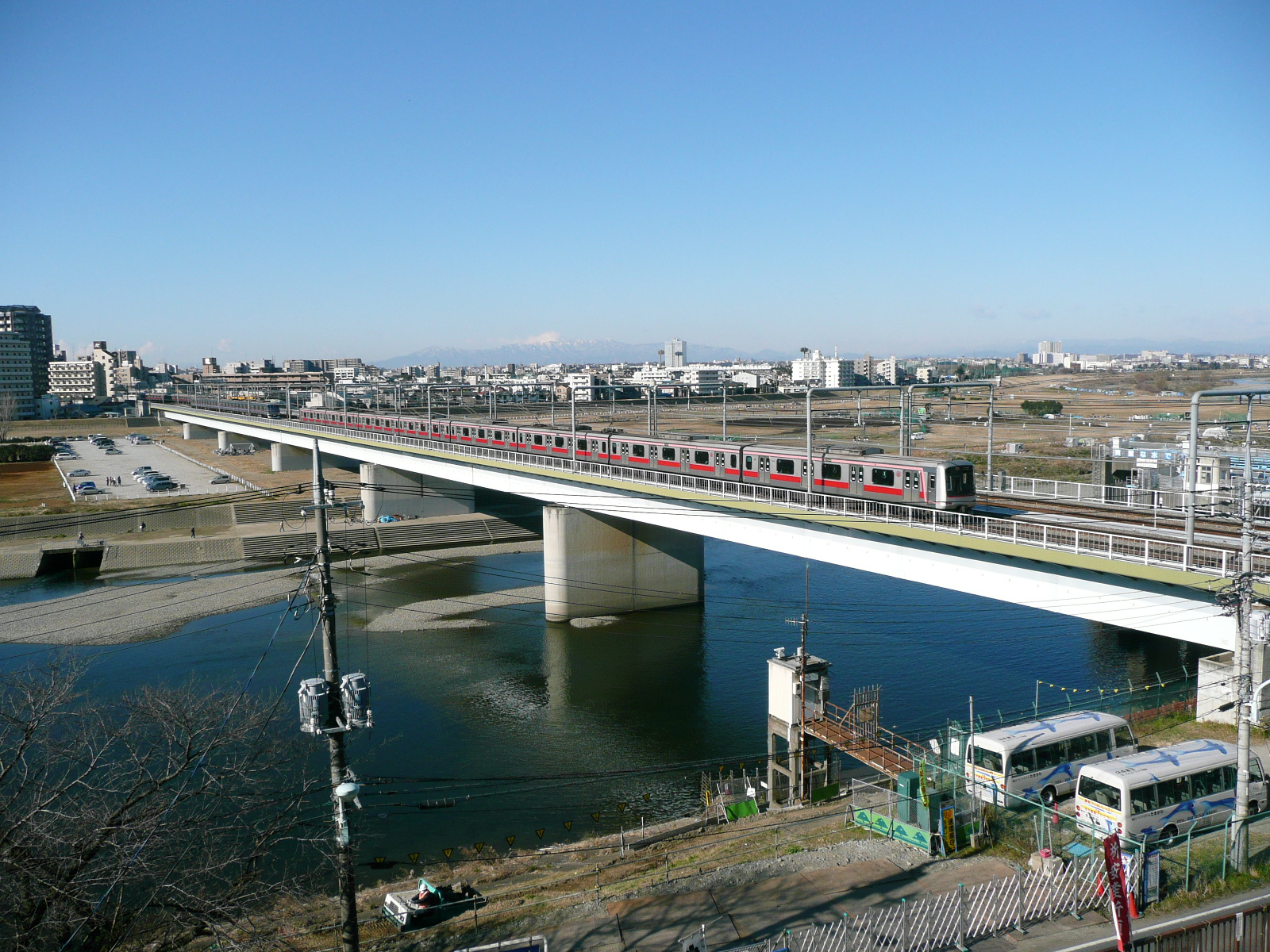
東急東横線多摩川橋梁

### 鉄道
上丸子天神町の東を東急東横線の多摩川橋梁が通過している。東横線利用の場合は新丸子駅が最寄駅となる。

### 道路
川崎市主要地方道幸多摩線（多摩沿線道路）が東西に通過する。西は二子橋・登戸方面、東は川崎駅・浮島方面へ連絡している。

### 路線バス
上丸子天神町地内に路線バスは運行されていない。

## 施設
- 東急電鉄新丸子保線区
- 上丸子天神町球場
  - 上丸子天神町第1球場
  - 上丸子天神町第2球場
  - 上丸子天神町第3球場
- 川崎市多摩川丸子橋硬式野球場

## その他

### 日本郵便
- 郵便番号 : 211-0007[3]（集配局 : 中原郵便局[19]）

### 警察
町内の警察の管轄区域は以下の通りである。
| 番・番地等 | 警察署     | 交番・駐在所 |
| ---------- | ---------- | ------------ |
| 全域       | 中原警察署 | 丸子橋交番   |